# Остров (місто)
Остров — місто (з 1341) в Росії, адміністративний центр Островського району Псковської області. Утворює муніципальне утворення «Остров» (зі статусом «міське поселення» — у межах міста).

## Географія
Місто розташоване на обох берегах річки Великої (впадає в Псковське озеро), за 43 км на південь від Пскова.

## Історія
Точна дата заснування Острова невідома. Передбачається, що він існував уже в XIII столітті. Перша літописна згадка про Острові відноситься до 1341 року, коли на допомогу псковичам, які вели бій з лівонцями, «Приспіли остров'яни з посадником своїм Василем Онисимович». Те, що літописна історія міста починається з військових подій, не випадково: Островська фортеця була важливим прикордонним форпостом на півдні Псковської республіки.
За припущенням дослідників, фортеця спочатку була дерев'яною і до середини XIV століття вже не могла стримувати натиск Лівонського ордену. Тоді псковичі прийняли енергійні заходи по зміцненню Острова. На острівці, утвореному річкою Великою і протокою Слобожихою, була побудована кам'яна фортеця, яка є найбільшою на той час військово-оборонною спорудою Київської Русі. Оборонну міць посилювали п'ять веж і захаб. Із суворим виглядом фортеці гармоніював побудований в ній в 1542 році кам'яний храм Святого Миколи.
Займаючи прикордонне положення, Остров неодноразово першим зустрічав напад войовничих сусідів. У 1348 і 1406 роках Острови зупиняв лівонських загарбників. Велику перемогу захисники фортеці здобули в 1426 році. Протягом всього XV століття вороги зазіхали на Остров.
Лише в 1501  році, в ході Московсько-литовської війни (1500—1503) після запеклого штурму, війська Лівонського ордену під проводом Вальтера фон Плеттенберг 7 вересня захопили фортецю і розорили місто Остров. Під час штурму вони пустили в хід вогняні стріли і піддали фортецю жорстокому обстрілу з гармат. Але скоро Острів був очищений від загарбників.
Славну сторінку вписала фортеця у військову історію в період Лівонської війни. У серпні 1581 року польський король Стефан Баторій рушив стотисячною армією на Псков; на шляху був Остров. Почався запеклий триденний штурм. Незважаючи на перевагу у військовій силі та техніці, ворог не зміг зламати опір захисників фортеці. Лише особисте втручання короля привело до перемоги поляків; в результаті місто та фортеця лежали в руїнах. Під владою поляків місто перебувало до березня 1582 року, коли Остров був повернутий Росії по Ям-Запольській угоді.
Після розорення міста Стефаном Баторієм Остров запустілий. XVII століття не принесло помітних змін. Остров залишався позаштатним військовим містом. На початку XVIII століття, після успішного завершення Північної війни, Острів втратив своє колишнє оборонне значення. З 1719 року він став повітовим містом Псковської провінції, а з 1777 року — Псковської губернії. 15 грудня 1778 року Катериною II був затверджений план міста Острова, а указом від 28 травня 1781 року місту присвоєно герб.

## Персоналії
- Меркурьєв Василь Васильович (1904—1978) — радянський актор театру і кіно, театральний режисер і педагог.